# 新潟・市民映画館シネ・ウインド
新潟・市民映画館シネ・ウインド（にいがた・しみんえいがかんシネ・ウインド）は、新潟県新潟市中央区の万代シテイにある映画館（ミニシアター、コミュニティシネマ）である。1985年12月7日に開館した。
「新潟・市民映画館鑑賞会」という会員制度を持っている。「有限会社新潟市民映画館」が管理・事務局機能を担い、「新潟・市民映画館鑑賞会」が運営を担当する。「新潟・市民映画館シネ・ウインド」とは、これら二つの組織の総称であり、劇場名でもある。代表は齋藤正行、支配人は井上経久(2009年10月より)。2021年（令和3年）12月に開館36年を迎えた。
なお本項では会報『月刊ウインド』や「安吾の会」についても記述する。

## 歴史

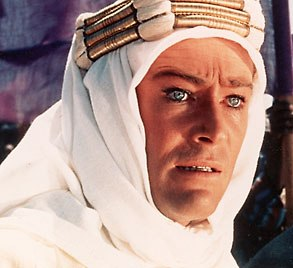
シネ・ウインドのこけら落としを飾った映画『アラビアのロレンス』（1962年）主演のピーター・オトゥール

1985年（昭和60年）3月、新潟市古町の名画座であるライフが閉館。『新潟日報』紙に映画評を連載していた映画評論家の荻昌弘は「ライフ」の閉館を惜しみ、「新潟市民の損失は、はかりしれない」と記した。それを受けて、「なくなったら自分たちでつくればいい」と立ち上がったのが、当時印刷会社に勤務していた齋藤正行だった。
市民参加と市民出資による独自の新しい映画館をつくるため、同年5月に「新潟・市民映画館建設準備会」を発足。映画上映会を開催し、会員数5000人を目標に、1口1万円の会費を呼び掛けた、同年12月7日、常設の映画館である新潟・市民映画館シネ・ウインドが開館した。最初の上映作品は『アラビアのロレンス』。
1992年（平成4年）に完成した佐藤真監督のドキュメンタリー作品『阿賀に生きる』では、シネ・ウインドは制作段階から様々な形で関わっている。同年には同作の製作記録が、書籍『焼いたサカナも泳ぎだす 映画「阿賀に生きる」製作記録』としてまとめられている。
1999年（平成11年）に公開された手塚眞監督の映画『白痴』（原作：坂口安吾）の製作にあたっては、シネ・ウインドが重要な役割を果たした。『白痴』製作に関わった人々の動きは、「白痴」の記録編纂委員会によって書籍『映画が街にやってきた「白痴」制作・新潟の2000日物語』（新潟日報事業社発行）としてまとめられている。映画『白痴』は、1999年（平成11年）10月30日から翌2000年9月1日までの44週にわたってシネ・ウインドで公開された。安吾の没後60年やシネ・ウインドの開館30年目にあたる2015年（平成27年）2月、シネ・ウインドで開催された「安吾映画祭2015」において、35mmフィルムで『白痴』が上映された。
2005年（平成17年）11月1日には、新潟日報社が主催する新潟日報文化賞を受賞した。2007年（平成19年）には『月刊ウインド』250号を記念し、新潟県の映画館史と観客の記憶を集大成した『街の記憶 劇場のあかり 新潟県 映画館と観客の歴史』を編集・発行した。
2012年（平成24年）11月23日から2千万円を目標として、「デジタルシネマ設備募金プロジェクト」を実施した。2013年（平成25年）3月31日の募金活動終了までに1931万8637円の募金を集め、この資金によって同年6月29日、デジタルシネマの上映をスタートした。なお、35mmフィルムの上映環境も維持している。
2015年(平成27年)9月4日・5日、「全国コミュニティシネマ会議2015in新潟」を、一般社団法人コミュニティシネマセンターとともに開催した。
2016年(平成28年）シネ・ウインド31周年祭実行委員会では 新潟大学映画倶楽部を中心とした大学生スタッフにより、キネマ談話室、月ムビなど映像による情報発信に取り組んだ。館内ロビーへのデジタルサイネージ設置、YouTube ライブ配信機材の導入など、機器・設備のデジタル化が進んだ。
2017年（平成29年）、ルキーノ・ヴィスコンティやアンドレイ・タルコフスキー、ジャック・ドゥミなどの名匠回顧上映を開催。完成25年を迎えた「阿賀に生きる」を中心とした 佐藤真監督生誕60年記念特集 では、最新デジタルデータと2000年前後のビデオコンテンツ、16ミリ＆35ミリフィルムなど多様な上映と多彩なゲストで全国から多くのファンが訪れた。
2018年（平成30年）8月から12月まで「シネ・ウインド快適化募金」を実施した。映画鑑賞環境の充実 （劇場内外の仕様変更、副音声および日本語字幕付き上映など）を目指したもので、新潟市民を中心とした全国の映画ファンなどから800万円を超える寄付が寄せられ、同年に「スクリーンの張替え」「外観照明のLED化」「副音声対応上映の増加」などを行った。
2019年（令和元年）7月に劇場シートを刷新、フランス・キネット社製シートを新潟市内の映画館で初めて導入した。ゆったりした座り心地で映画を鑑賞できるように、座席数を86席から64席+車椅子スペースに変更した。同年8月、営業者モデル事業（厚生労働省 生活衛生関係営業の生産性向上を図るためのガイドライン）に採択、認知度＆集客力向上を目的として「Webサイトリニューアル」「来館スタンプ設置」「フリーペーパー配布」などを行った。
2020年（令和2年）3月頃から新型コロナウイルスの影響が出はじめ来場者が激減、運転資金確保のため、4月10日から「明日（あした）のため募金〜対新型ウイルスプロジェクト」を実施、7月31日までに1500万円を超える寄付が寄せられた。ウィルス感染拡大防止に向けた新潟県の休業要請を受けて4月22日より5月7日まで臨時休館、再開後は 感染防止対策を伴う劇場営業 を行なっている。
2021年（令和3年）2月から「全席座席指定制」「座席指定チケットWeb販売」を開始、3月より毎週火曜日を定休日とした。

## 運営
運営は会員の手により行われている。会報『月刊ウインド』の編集・発行、上映作品の選定をはじめ、映画関係の資料の保管・管理などに会員の有志が活動している。毎年11月には「周年祭」が開かれる。
シネ・ウインドは、発足時から市民一人ひとりが参加する「会員制度」を運営の基盤に置く。公式ホームページには「どこからもバックアップのない民間団体であり、入場料収入や年会費で成り立っており、会員制度は大きな支えです」と書かれている。会員は上映作品を「会員価格」で鑑賞できるだけでなく、運営に関するさまざまな活動に、スタッフとして参加できる。毎月第2火曜日に、「月間ミーティング」（運営に関する検討）を行う。なお、9月の第2火曜は年度ごとの活動総括、新年度の方針を討議する、「新潟・市民映画館鑑賞会総会」として開かれる。
映画・俳優・芸術などに関する約2万冊の書籍、上映作品などのパンフレットが所蔵されている。会員に対する貸し出しも行っている。

## 特色

### 月刊ウインド
「新潟・市民映画館鑑賞会」が発行する、「シネ・ウインド」の会報。毎月1日発行。
編集は会員スタッフで構成する『月刊ウインド』編集部が担当。会員に配布されるほか、新潟市内の書店などでも販売されており、会報であるとともに映画館の広報ツールともなっている。「シネ・ウインド発 文化フォーラムマガジン」と題し、上映スケジュール、作品紹介のほか、イベントのレポート、映画にとどまらない幅広い内容となっている（大阪の天満天神繁昌亭支配人・恩田雅和やコラムニスト・えのきどいちろうも、連載エッセイを寄稿）。
創刊は1985年11月14日と、映画館のオープンよりも早かった。創刊時はB5サイズ16頁。少しずつページが増え、現在はB5サイズ32頁。毎年11月号は周年祭特集号として増ページ。

### 安吾の会
安吾の会（あんごのかい）は、新潟市出身の作家・坂口安吾を偲び、その世界観を後世に伝えることを目的に、1987年に結成された。シネ・ウインド代表の齋藤正行は同会の世話人代表を務めており、会の事務局は「シネ・ウインド」内に置かれている。
会報『安吾雑報』を編集発行。また不定期に「安吾探索ノート」を刊行している。
毎年10月に新潟市で開催される「坂口安吾生誕祭」には、実行委員会の一員として運営に関わっている。また、安吾の命日である2月17日には、毎年東京都内と新潟市秋葉区（旧新津）ほかで「安吾忌」が開かれるが、新潟市での「新潟安吾忌」は、同会が主催している。

## その他
- シネ・ウインドは、映画はもちろん、文化や街づくりなど、非営利事業を積極的に進めている。関わりのあるもの（関わりのあったもの）を挙げると、
にいがた国際映画祭、にいがた映画塾、にいがたロケーションネットワーク、コミュニティシネマ長岡、新潟市青年ネットワーク、にいがた花絵プロジェクト、新潟若手商人塾、新潟NPO協会、自殺防止に関わる有志による冊子「死ぬな！」の発行（編集長は齋藤正行）、「まちなかの文学を歩く会」、「舞踊家井関佐和子を応援する会　さわさわ会」、など。

- 開館記念月は12月だが、その前月にあたる毎年11月に、「周年祭」を開催している。期間中は特別プログラムが上映されるほか、市内のホテルでパーティーを開き、各方面で活動する人々の交流の場となっている。
- 2013年(平成25年)12月、Niigata Interview Magazine LIFE-Mag. vol.007【新潟・市民映画館 シネ・ウインド編】が発行。シネ・ウインドができるまでを記録した「シネ・ウインド日記」(2004年発行『別冊・あ・の・ね』掲載)が再録されているほか、編集人・小林弘樹がシネ・ウインドの立ち上げから現在までを取材している。